# Arsenura batesii
Arsenura batesii är en fjärilsart som beskrevs av Felder 1874. Arsenura batesii ingår i släktet Arsenura och familjen påfågelsspinnare. Inga underarter finns listade i Catalogue of Life.